# 버거 전쟁

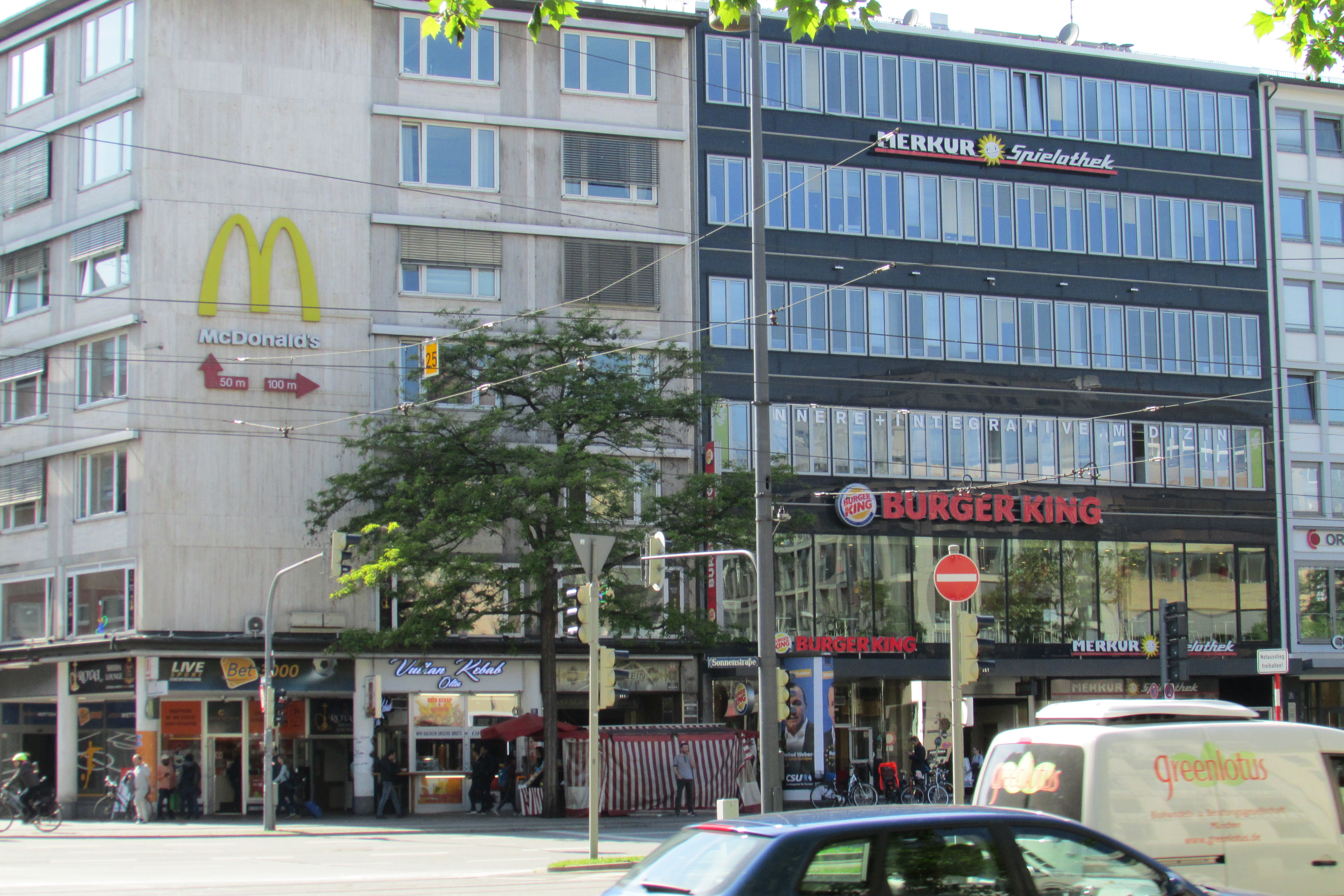
독일 뮌헨에 있는 버거킹 지점 근처에 있는 맥도날드의 눈에 띄는 간판. 두 체인은 버거 전쟁의 주요 경쟁자로 널리 알려져 있다.

버거 전쟁(영어: Burger wars)은 미국의 햄버거 패스트푸드 체인인 맥도날드, 웬디스, 버거킹 등이 서로를 겨냥한 광고로 치열한 경쟁을 벌이는 일련의 산발적인 비교광고 캠페인을 일컫는다. 이 용어는 1970년대 후반 버거킹이 더 큰 경쟁사인 맥도날드 햄버거의 크기를 공격하여 시장 및 인지도를 높이려는 시도 때문에 처음 사용되었다.
1980년대 중반에 들어서면서 끊임없는 광고 지출은 주요 업체들에게 영향을 미치기 시작했다. 1987년, 버거킹은 플로리다주 마이애미 본사에서 100명 이상의 직원을 해고했으며, 오하이오주  더블린에 본사를 둔 웬디스는 1969년 설립 이래 첫 분기 영업 손실을 보고했다. 반대로 맥도날드의 영업 수익과 이익은 증가했으며 시장 점유율도 성장했다. 하디스와 같은 소규모 체인들은 고가의 광고 캠페인을 피하고 지리적으로 제한된 작은 지역에 머물면서 광범위한 재정적 벼랑 끝 전술에 휘말리지 않도록 노력했다.
뉴욕 타임스는 2000년대 후반과 2010년대 초반의 경기 침체기의 좋지 않은 경제 상황이 버거 전쟁의 재발로 이어졌다고 보도했다. 예산이 빠듯해지면서 소비자들은 가치를 추구할 수밖에 없었고, 주요 패스트푸드 체인들은 소비자들의 지갑을 차지하기 위해 경쟁을 심화시켰다. 웬디스 체인은 설립자 데이브 토머스의 딸이자 오리지널 "웬디"인 멜린다 루 모스를 출연시켜 일련의 새로운 버거를 광고하고 Where's the beef? 광고 슬로건을 부활시키며 부흥의 선봉에 섰다. 2014년 3월 USA 투데이의 보도에 따르면 버거킹이 맥도날드의 사업 감소에 대응하여 빅맥과 맥립 샌드위치의 복제품을 포함한 버거 전쟁을 부활시키고 있다고 언급했다.

## 현대적 사례
2007년 광고 캠페인에서 잭 인 더 박스는 미국에서 여러 경쟁사의 앵거스 쇠고기 버거를 비하하는 일련의 TV 광고를 방영했으며, 이 광고에서는 앵거스 쇠고기가 항문을 의미한다고 주장했다. 경쟁 체인 운영업체인 CKE는 이 광고가 모든 소에서 발견되는 고기 부위인 등심과 소의 품종인 앵거스를 비교하여 소비자를 혼란스럽게 하므로 오해의 소지가 있다고 주장했다. 칼스 주니어와 하디스 체인을 운영하는 CKE는 논란이 되는 광고를 진행한 것으로 알려져 있었으며, 자신들의 광고는 제품이 소의 바람직하지 않은 부위에서 나왔다는 것을 암시하지 않으므로 자신들의 광고와 잭 인 더 박스의 광고는 비교할 수 없다고 주장했다.
파이브 가이즈가 로스앤젤레스에 본사를 둔 인앤아웃의 영역으로 확장된 것은 비슷한 조리 스타일과 메뉴 때문에 여러 출판물에서 버거 전쟁의 새로운 버전으로 묘사되었다.

### 아침 식사 전쟁
2014년 타코벨이 미국 지점에서 아침 식사 패스트푸드 사업에 진출하면서 "아침 식사 전쟁"으로 알려진 관련 현상이 촉발되었는데, 특히 타코벨과 맥도날드 간의 경쟁이 치열했다. 타코벨은 로널드 맥도날드라는 이름을 가진 사람들의 증언을 모집하여 아침 식사 메뉴를 출시했고, 이에 대해 맥도날드는 2주 동안 무료 커피를 제공하며 응수했다. 마찬가지로 맥도날드 캐나다는 최근 팀홀튼의 "림 굴려 당첨되기" 캠페인 기간 동안 일주일 동안 무료 커피를 제공하기 시작했다. 타코벨의 새로운 저가 메뉴인 Dollar Cravings는 맥도날드와 웬디스의 저가 메뉴에 대한 반응으로 시작되었다.

### 버거킹의 맥와퍼 제안
2015년 8월 26일, 버거킹은 평화의 날을 위한 공동 프로모션인 "맥와퍼"를 제안하는 공개 서한을 맥도날드에 보냈다. 맥와퍼는 두 레스토랑의 대표 버거를 결합한 것이다. 이 제안은 맥도날드에 의해 거절되었는데, 그 반응은 주로 어조와 기회를 놓쳤다는 점에서 비판을 받았다. 기회를 놓쳤음에도 불구하고 버락 오바마 대통령은 이를 "Fight for $15" 운동의 전환점이라고 선언하며, "맥와퍼"는 미국 패스트푸드 기업들이 공동의 대의를 위해 단합하는 방법을 배울 수 있는 좋은 예이며, 이는 교육받지 못한 패스트푸드 노동자들의 최저 임금을 인상하는 발판으로 더욱 활용될 수 있기를 바란다고 말했다. 맥도날드는 이후 코미디 영화 제작자 멜 브룩스가 감독한 광고를 공개하여 많은 비평가들의 찬사를 받았으며, 로널드 맥도날드와 함부르글라 등의 자선 활동과 "Fight for $15"를 갱신하겠다는 약속을 보여주었다.
2015년 9월 1일, 버거킹은 데니스, 웨이백 버거스, 크리스탈, 지라파스의 대표들로부터 유사한 프로젝트에 대한 협력 제안을 받았다고 발표했다. 버거킹은 이후 "피스 데이 버거"를 발표했는데, 이 버거는 다섯 레스토랑의 버거 재료를 모두 포함할 예정이었다.

## 같이 보기
- 패스트푸드 광고
- 치킨 샌드위치 전쟁
- 커피 전쟁: 판매 및 마케팅 전술, 커피하우스 체인에 의해 시작됨
- 콜라 전쟁: 코카콜라와 펩시 간의 유사한 경쟁 광고 프로그램
- 콘솔 전쟁
- 포맷 전쟁
- 스마트폰 전쟁
- 브라우저 전쟁
- 타르 더비